# タイタニック素数
タイタニック素数（タイタニックそすう、Titanic prime）は、1980年代にサミュエル・イェーツが導入した用語であり、1000桁以上の素数を表す。そのような素数は、当時はほとんど知られていなかったが、近代のコンピュータにとってはささいな大きさである。
最初の30個のタイタニック素数は、以下の形式である。
{\displaystyle p=10^{999}+n,}
nは、7, 663, 2121, 2593, 3561, 4717, 5863, 9459, 11239, 14397, 17289, 18919, 19411, 21667, 25561, 26739, 27759, 28047, 28437, 28989, 35031, 41037, 41409, 41451, 43047, 43269, 43383, 50407, 51043, 52507 である。
n = 7を除き、これらの値は、素数定理の予測からそれほど外れていない。
最初に発見されたタイタニック素数は、1281桁のメルセンヌ素数である24253-1と、1332桁のメルセンヌ素数である24423-1である。この2つの数は、どちらも1961年11月3日にAlexander Hurwitzによって発見された。コンピュータは、24253-1の素数性を先に計算したが、Hurwitzは24423-1の計算結果の出力を先に見たため、どちらが先に発見されたかは定義の問題である。
サミュエル・イェーツは、タイタニック素数の素数性を証明した者をタイタンと呼んでいる。